# 齊藤金作

1961年頃の齊藤金作

齊藤 金作（さいとう きんさく、1903年2月6日 - 1969年11月25日）は、日本の法学者（刑法）。法学博士（早稲田大学・論文博士・1954年）（学位論文「共犯理論の研究」）。従四位勲三等旭日中綬章。埼玉県出身。

## 来歴
1928年、早稲田大学法学部独法科を卒業。助手や助教授を経て、1942年から同大教授に就任。1951年に第二法学部長、1956年に第一法学部長となる。1954年、学位論文「共犯理論の研究」により早稲田大学から法学博士を授けられる。
1969年11月25日、尿毒症のため東京女子医科大学病院で死去した。

## 人物
- 共犯論の大家。大審院判事・草野豹一郎が提唱した共同意思主体説の理論化を行い、共謀共同正犯を肯定したが、当時は学界の激しい非難を浴びた。共同意思主体説は弟子の西原春夫に受け継がれている。孫弟子の曽根威彦は共同意思主体説を採るが、共謀共同正犯は否定している。
- 草野豹一郎門下。弟子の内田一郎は女婿。

## 著書

### 単著
- 『刑法各論講義』 第1分冊、巌松堂書店、1940年10月。
- 『刑法各論講義』 第2分冊 上、巌松堂書店、1940年11月。
  - 『刑法各論講義』巌松堂書店、1943年3月。
- 『刑法総則大意』東山堂書房、1942年1月。
- 『刑事訴訟法講義要領』巌松堂書店、1946年10月。
- 『刑法総論講義要領』巌松堂書店、1946年11月。
- 『刑法各論』巌松堂書店、1948年7月。
  - 『刑法各論』（改訂版）有斐閣、1956年10月。
  - 『刑法各論』（全訂版）有斐閣、1969年10月。
- 『刑法総論』巌松堂書店、1948年11月。
  - 『刑法総論』（訂正版）巌松堂書店、1950年2月。
  - 『刑法総論』（改訂版）有斐閣、1955年10月。
- 『新刑事訴訟法大意』 上巻、朝倉書店、1948年12月。
- 『新刑事訴訟法大意』 下巻、朝倉書店、1949年10月。
  - 『新刑事訴訟法大意』朝倉書店、1950年4月。
- 『刑法学』世界書院〈法律学選書 1〉、1949年2月。
- 『刑事訴訟法学』有斐閣、1951年10月。
  - 『刑事訴訟法学』（増補版）有斐閣、1955年1月。
- 『共犯理論の研究』有斐閣、1954年3月。
- 『共犯判例と共犯立法』有斐閣、1959年10月。
- 『刑法入門』有信堂〈文化新書 321〉、1961年5月。
- 『刑事訴訟法』 第1分冊、有斐閣、1961年1月。
- 『刑事訴訟法』 第2分冊、有斐閣、1960年4月。
  - 『刑事訴訟法』 上巻、有斐閣、1967年12月。
  - 『刑事訴訟法』 下巻、有斐閣、1968年2月。
  - 『刑事訴訟法（合本）』有斐閣、1986年6月。
- 『刑事法の基礎』有信堂〈文化新書 341〉、1963年2月。
- 『松陵随筆』成文堂、1964年9月。
- 『刑法講義』成文堂、1967年4月。

### 編著
- 『刑法改正仮案 現行刑法対照』東山堂書房、1940年7月。
- 『中村宗雄教授還暦祝賀論集 訴訟法学と実体法学』有斐閣、1955年3月。

### 翻訳
- ギュンテル・ブラウ 著、斎藤金作 訳『刑罰と保安処分』法務大臣官房司法法制調査部調査統計課〈法務資料 第378号〉、1962年2月。

### 共著
- 齊藤金作、植田重正『共謀共同正犯・教唆犯と幇助犯・共犯と身分』有斐閣〈総合判例研究叢書 刑法(2)〉、1956年9月。

### 論文集
- 楠本英隆編集代表 編『斉藤金作先生還暦祝賀論文集』成文堂、1963年2月。
- 『現代法学の課題 斉藤金作教授還暦祝賀論集』早稲田大学法学会、1964年7月。
- 植松, 正、下村, 康正、団藤, 重光 ほか 編『齊藤金作博士還暦祝賀 現代の共犯理論』有斐閣、1964年10月。

## 門下生
- 西原春夫
- 川崎一夫
- 曽根威彦
- 須々木主一
- 田口守一
- 岡野光雄
- 内田一郎
- 渡辺直行